# Cylisticus estest
Cylisticus estest là một loài chân đều trong họ Cylisticidae. Loài này được miêu tả khoa học năm 1931 bởi Verhoeff.